# Carl Wassenius
Carl Wassenius, född 6 oktober 1999 i Djursholm, Stockholms Län, är en svensk professionell ishockeyspelare som spelar för Almtuna IS  i Hockeyettan.